# Geobios
Das Geobios (gr. ge „Erde“, bios „Leben“) ist die Gesamtheit der (terrestrischen) Tier- und Pflanzengesellschaften des festen Landes und damit Teil der Biosphäre. Der von Haeckel eingeführte Begriff steht im Gegensatz z. B. zu Hydrobios, der Lebewelt des Wassers.